# Lago Martínez
Lago Martínez (en inglés: Martinez Lake) es un lago en el extremo sudoeste de los Estados Unidos, específicamente en el estado de Arizona, a unos 60 kilómetros al norte de Yuma, en el Bajo Río Colorado. Su superficie es de alrededor de 300 a 500 acres (120 a 200 ha), dependiendo de donde su límite con el río Colorado se tome.